# Ischnothyreus narutomii
Ischnothyreus narutomii là một loài nhện trong họ Oonopidae.
Loài này thuộc chi Ischnothyreus. Ischnothyreus narutomii được miêu tả năm 1942 bởi Nakatsudi.